# Nathan Perrott
Nathan A. Perrott (* 8. Dezember 1976 in Wingham, Ontario) ist ein ehemaliger kanadischer Eishockeyspieler und -trainer sowie Boxkämpfer, der im Verlauf seiner aktiven Karriere zwischen 1994 und 2010 unter anderem 89 Spiele für die Nashville Predators, Toronto Maple Leafs und Dallas Stars in der National Hockey League (NHL) auf der Position des rechten Flügelstürmers bestritten hat. Zudem absolvierte Perrott, der den Spielertyp des Enforcers verkörperte, weit über 500 Partien in den nordamerikanischen Minor Leagues – hauptsächlich in der American Hockey League (AHL) und International Hockey League (IHL).

## Karriere

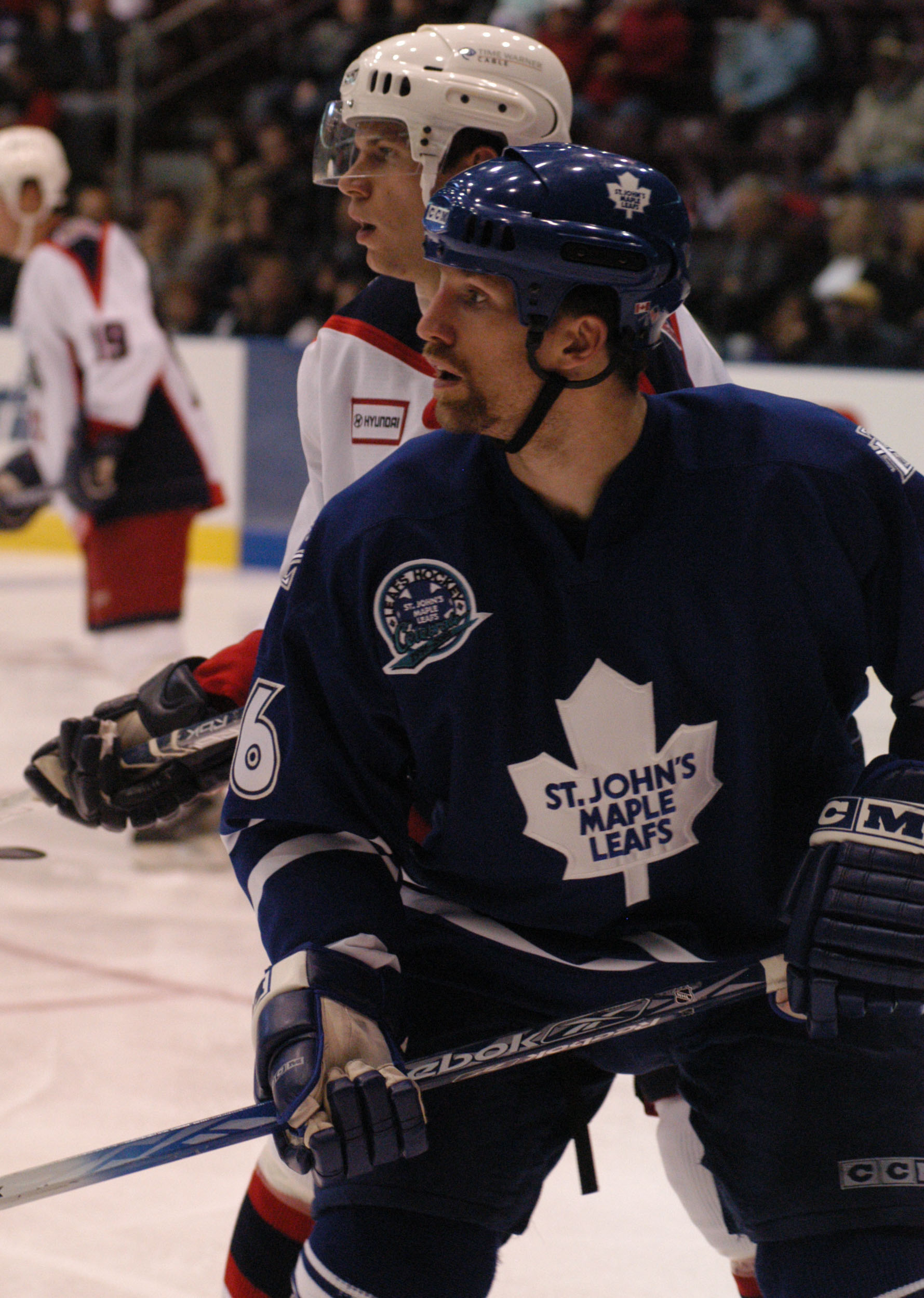
Perrott im Trikot der St. John’s Maple Leafs (2004)

Perrott begann seine Juniorenkarriere zur Saison 1994/95 bei den Oshawa Generals in der Ontario Hockey League (OHL), nachdem er zuvor nur in den unterklassigen Nachwuchsligen der Provinz Ontario aktiv gewesen war. Bereits nach seiner Rookiespielzeit wurde der Stürmer im NHL Entry Draft 1995 in der zweiten Runde an 44. Position von den New Jersey Devils aus der National Hockey League (NHL) ausgewählt. Er verbrachte daraufhin noch ein weiteres Spieljahr in Oshawa, ehe er am Ende der Saison 1995/96 in New Jerseys Farmteam Albany River Rats in der American Hockey League (AHL) im professionellen Eishockey debütierte. Zur Saison 1996/97 schickten die Devils den Enforcer jedoch wieder zu seinem Juniorenteam zurück. Allerdings wurde er kurz nach dem Start der Spielzeit innerhalb der OHL zu den Sault Ste. Marie Greyhounds transferiert, bei denen er die Saison und seine Juniorenzeit beendete.
Die New Jersey Devils sahen jedoch von einer weiteren Verpflichtung ihres Nachwuchsspielers ab, sodass dieser als sogenannter Free Agent im Sommer 1997 seinen neuen Arbeitgeber frei wählen konnte. Ende August 1997 einigte sich Perrott mit den Chicago Blackhawks auf ein Arbeitsverhältnis. Er kam dort aber nicht über eine Rolle in den Farmteams der Organisation hinaus und spielte daher bis kurz nach dem Beginn der Saison 2001/02 für die Jacksonville Lizard Kings in der East Coast Hockey League (ECHL), Indianapolis Ice und Cleveland Lumberjacks in der International Hockey League (IHL) sowie Norfolk Admirals in der AHL. Anfang Oktober 2001 wurde der Kanadier schließlich durch ein Transfergeschäft an die Nashville Predators abgegeben, wo er bis Ende Dezember 2002 zu insgesamt 23 NHL-Einsätzen kam. Vornehmlich setzten ihn die Predators aber bei den Milwaukee Admirals in der AHL ein, ehe er im Tausch für Bob Wren zu den Toronto Maple Leafs transferiert wurde.
Beim Franchise aus seiner Heimatprovinz erlebte Perrott zweieinhalb abwechslungsreiche Jahre. Zunächst beendete der Flügelstürmer die Saison 2002/03 in Diensten der St. John’s Maple Leafs in der AHL. Zur Spielzeit 2003/04 fand sich der Enforcer im Kader der Toronto Maple Leafs wieder und absolvierte 40 Einsätze, obwohl er zumeist unverletzt auf der Tribüne Platz nehmen musste. Aufgrund des Lockouts verbunden mit dem kompletten Ausfall der NHL-Saison 2004/05 spielte Perrott in dieser Spielzeit wieder ausschließlich in St. John’s, um nach Beendigung des Lockout im Herbst 2005 die Saison wieder in Torontos Kader zu beginnen. Die Maple Leafs schickten ihn jedoch kurz nach dem Saisonbeginn für ein Sechstrunden-Wahlrecht im NHL Entry Draft 2006 zu den Dallas Stars. Bei den Texanern ereilte Perrott das gleiche Schicksal wie bereits zwei Jahre zuvor, als er als sogenannter Healthy Scratch zumeist Tribünengast war. Er bestritt nur 23 Spiele für die Stars und fand im Anschluss keinen neuen Arbeitgeber in der NHL.
Der Angreifer wechselte daher im Herbst 2006 zu den Toronto Marlies in die AHL und kam ebenso zu Spielen für die Summum-Chiefs de Saint-Jean-sur-Richelieu in der Ligue Nord-Américaine de Hockey (LNAH), bis er im Februar 2007 einen Vertrag beim SC Bern aus der Schweizer Nationalliga A (NLA) unterzeichnete. Dort blieb er aber bis zum Saisonende ohne Einsatz und kehrte über den Sommer wieder zu den Toronto Marlies zurück. Im Januar 2008 verließ der Kanadier abermals den nordamerikanischen Kontinent und heuerte bei Witjas Tschechow aus der russischen Superliga an, in deren Kader er auch nach der Gründung der Kontinentalen Hockey-Liga (KHL) zum Beginn des Spieljahres 2008/09 stand. Im September 2009 erklärte der fast 33-Jährige seinen Rücktritt vom aktiven Sport und startete eine Karriere als Profiboxer. Seinen ersten Kampf im September 2009 gewann er dabei, verlor aber die drei folgenden bis ins Jahr 2017 allesamt. Währenddessen war er allerdings im Dezember 2009 für den Rest der Saison 2009/10 noch einmal ins Profieishockey zurückgekehrt, als er sich auf ein Engagement mit den Texas Brahmas aus der Central Hockey League (CHL) geeinigt hatte. Anschließend trat Perrott im Eishockey lediglich in der Spielzeit 2012/13 als Assistenztrainer der Owen Sound Attack aus der OHL in Erscheinung.

## Karrierestatistik
(Legende zur Spielerstatistik: Sp oder GP = absolvierte Spiele; T oder G = erzielte Tore; V oder A = erzielte Assists; Pkt oder Pts = erzielte Scorerpunkte; SM oder PIM = erhaltene Strafminuten; +/− = Plus/Minus-Bilanz; PP = erzielte Überzahltore; SH = erzielte Unterzahltore; GW = erzielte Siegtore; 1 Play-downs/Relegation; Kursiv: Statistik nicht vollständig)